# Movimento Swadeshi
Il movimento Swadeshi (in hindī स्वदेशी, svadēśī, "autosufficienza", dunque "autonomia economica") fu una parte del movimento d'indipendenza indiano nonché una strategia economica volta a rimuovere l'Impero britannico dal governo e migliorare le condizioni economiche dell'India, seguendo appunto i principi swadeshi diffusi da Gandhi, e che riscosse notevoli successi. Le strategie del movimento Swadeshi contemplarono il boicottaggio dei prodotti britannici e il rilancio dei prodotti e dei processi produttivi nazionali. Fu particolarmente forte nel Bengala, dove è stato chiamato anche movimento vandemataram.

## Etimologia
La parola Swadeshi deriva dal sandhi o congiunzione di due parole in sanscrito. Swa significa «io» o «propria» e Desh significa «paese, terra», dunque Swadesh significa «il proprio paese» e Swadeshi, la forma aggettivale, significherebbe «del proprio paese».

## Influenze
- E. F. Schumacher, autore di Piccolo è bello, è stato influenzato dal concetto gandhiano di Swadeshi quando scrisse il suo articolo sull'economia buddista.[2]
- Satish Kumar, monaco giainista, direttore di Resurgence, ha promosso il concetto di Swadeshi nei suoi scritti e nel suo insegnamento, tra cui una sezione dedicata nel suo libro You Are, Therefore I Am (2002).